# Iseo (Bioggio)
Iseo è una frazione di 73 abitanti del comune svizzero di Bioggio, nel Canton Ticino (distretto di Lugano). È inclusa nell'Inventario degli insediamenti svizzeri da proteggere.

## Storia

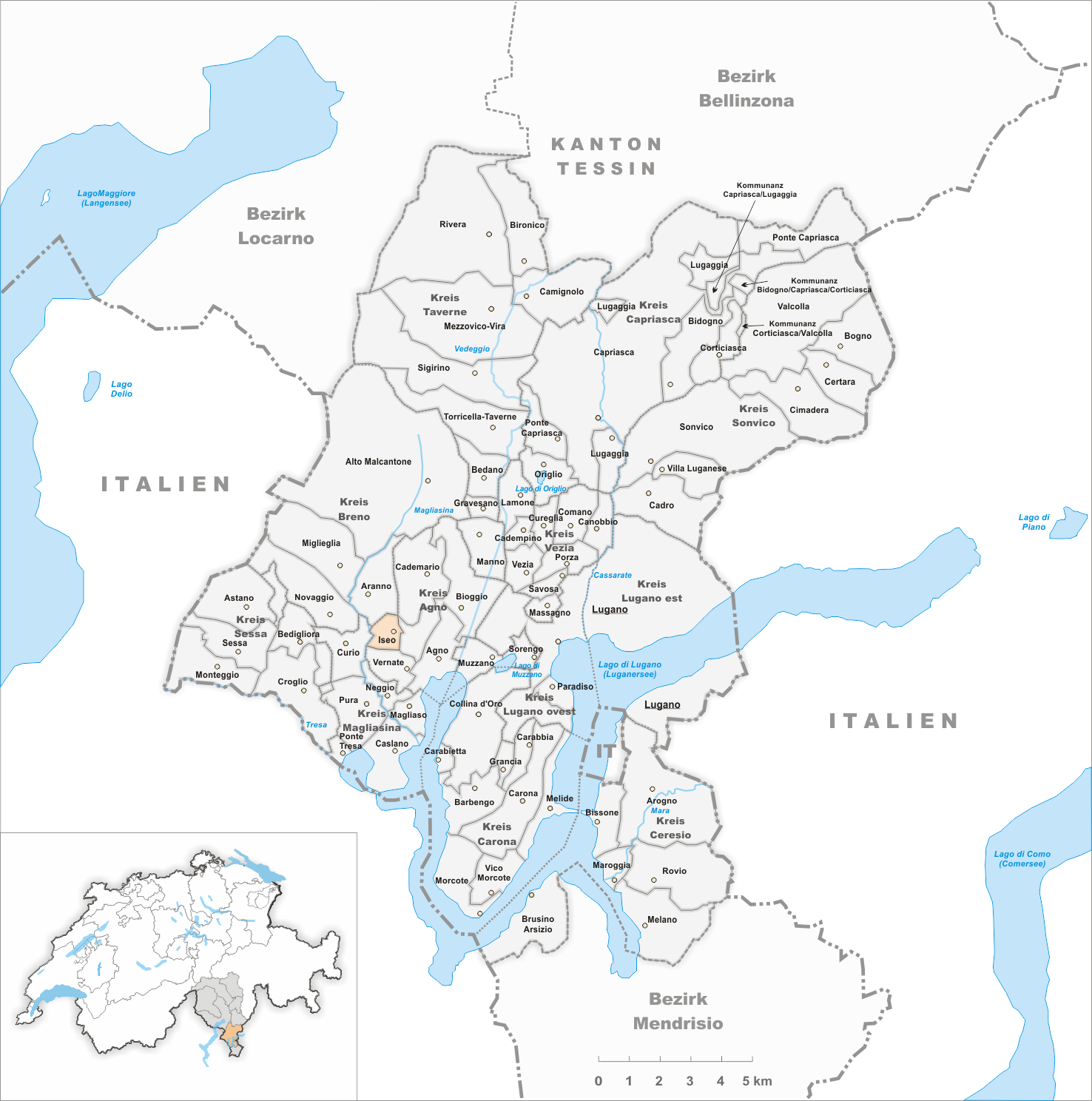
Il territorio del comune di Iseo prima degli accorpamenti comunali del 2008

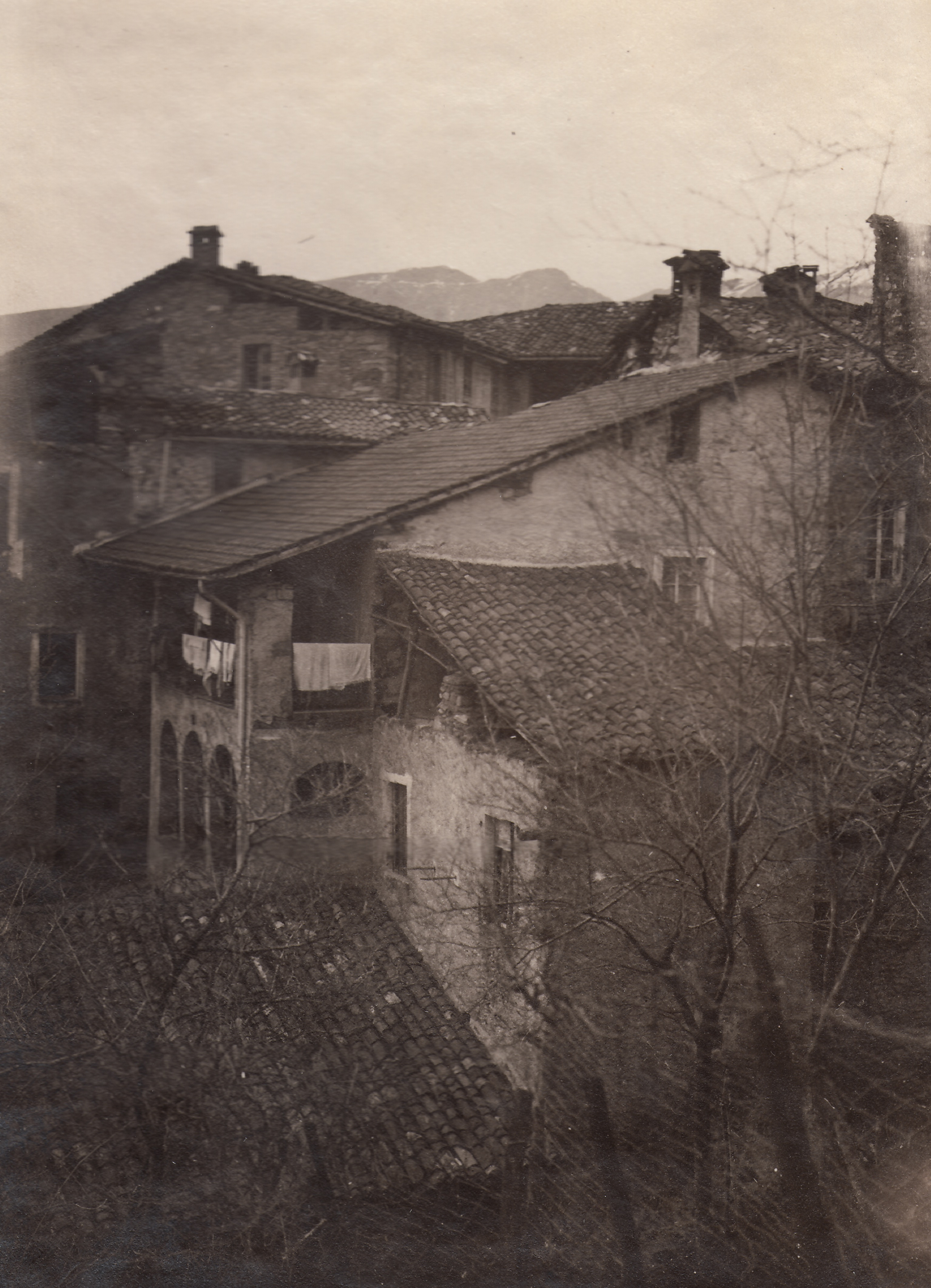
Iseo nel 1919

Già comune autonomo che si estendeva per 1,00 km², nel 2008 è stato accorpato al comune di Bioggio. La fusione è stata decisa in seguito alla votazione popolare consultiva del 30 settembre 2007 e ratificata dal Gran Consiglio ticinese nella seduta del 3 dicembre 2007.

## Monumenti e luoghi d'interesse
- Chiesa parrocchiale di Santa Maria Juvenia, situata nel territorio di Vernate e attestata dal 1378[1].
- Oratorio San Rocco, documentato nel 1599 come cappella.[2]

## Società

### Evoluzione demografica
L'evoluzione demografica è riportata nella seguente tabella:
Abitanti censiti

## Amministrazione
Ogni famiglia originaria del luogo fa parte del cosiddetto comune patriziale e ha la responsabilità della manutenzione di ogni bene ricadente all'interno dei confini della frazione. L'ufficio patriziale, rieletto il 26 aprile 2009, è presieduto da Nicola de Bernardis.